# Ванзејска конференција
Ванзејска конференција нацистичких званичника одржана 20. јануара 1942. године у Гросер Ванзеу, предграђу Берлина с циљем да се дође до „коначног решења јеврејског питања“. Конференцији је присуствовало 15 виших нацистичких старешина. Вођа састанка био је Рајнхард Хајдрих, челник СС-а и Гестапоа. Присутан је био и Адолф Ајхман, шеф одељења за јеврејско питање у Централном штабу безбедносне службе Рајха. Идеја да се Јевреји из Европе депортују на Мадагаскар одбачена је као непрактична. Резултат овог састанка је договор да би све Јевреје требало окупити и интернирати на исток, а потом организовати у радне групе. Термин „истребљење“ се у извештају састанка отворено не помиње, али неколико месеци након конференције у Аушвицу и Треблинки су уведене прве гасне коморе.

## Конференција
У јулу 1941. године, Херман Геринг је наредио Хајдриху припрему плана за коначно решење јеврејског питања. Хајдрих је потом разрадио, до данас по величини ненадмашен, злочин ликвидације и истребљивања јеврејског народа на подручју Европе и света. Циљеви овог плана су били:
- протеривање Јевреја са животног подручја немачког народа
- протеривање са појединих подручја животних интереса немачког народа

Због неопходне сарадње других институција нацистичког апарата, Хајдрих је сазвао конференцију у вили у Ванзеу са вођама институција потребних за овај пројект. Иако није вођен идеализмом као други, Хајдрих као водитељ конференције је успео уклонити све сумње и тако добити подршку свих институција.